# Переезд (Вологодская область)
Переезд — деревня в Вашкинском районе Вологодской области.
Входит в состав Липиноборского сельского поселения (с 1 января 2006 года по 8 апреля 2009 года входила в Ухтомское сельское поселение)<
Закон Вологодской области от 8 апреля 2009 г. № 1990-ОЗ «О Закон Вологодской области от 6 декабря 2004 г. № 1108-ОЗ «Об установлении границ Вашкинского муниципального района, границах и статусе муниципальных образований, входящих в его состав» (недоступная ссылка)</ref>, с точки зрения административно-территориального деления — в Ухтомский сельсовет.
Расстояние до районного центра Липина Бора по автодороге — 15 км. Ближайшие населённые пункты — Дурасово, Павлово, Ухтома.
По переписи 2002 года население — 2 человека.